# Simple Kid
Ciarán McFeely (* in Cork, Irland), besser bekannt unter seinem Pseudonym Simple Kid, ist ein weitgehend autark arbeitender irischer Solokünstler und Musiker, der seit 2002 zu Hause erstellte LoFi-Produktionen veröffentlicht.

## Geschichte
Bevor sich McFeely den Künstlernamen Simple Kid zulegte, gründete er als 17-Jähriger zusammen mit Freunden die Neo-Glam-Band The Young Offenders, die 1998 in Großbritannien mit (That's Why We) Lose Control einen Top-60-Singlehit hatte.
In seinem Appartement begann McFeely, auf einem 8-Spur-Kassettenrecorder eigene Lieder aufzunehmen, von denen er in Computerprogrammen anschließend Samples erstellt, diese neu abmischt und mit Soundeffekten und Beats versieht. Wie McFeely selbst sagt, ähnelt diese Aufnahmetechnik der von Fatboy Slim, nur dass dieser fremdes Songmaterial verwendet. So erzeugt er absichtlich den veraltet wirkenden LoFi-Sound der 1960er/1970er-Jahre. Zusammen mit der unerschrockenen Verwendung unterschiedlichster Stilelemente aus der Rock- und Popgeschichte erinnert Simple Kids Musik deswegen auch an den ebenfalls eklektischen Musiker Beck.
Seine musikalischen Einflüsse reichen von Folk- und Country-Musik über 1960er- wie 1990er-Jahre Britpop à la The Kinks oder Blur bis hin zum Glam Rock vor allem der Band T. Rex, was bei Simple Kids ersten beiden Singles I Am Rock und Truck On (beide 2002) besonders deutlich wird. Letztere kam 2004 als Wiederveröffentlichung in den britischen Singlecharts bis auf Platz 38.
Nach seinem ersten Album, das einfach 1 benannt ist, und einigem Tourneestress nahm sich McFeely eine längere Auszeit vom Musikmachen und arbeitete in einem Videoladen. Sein zweites Album 2, das die Single Serotonin enthält, wurde in Großbritannien im Oktober 2006 auf Country Gentleman Recordings und im August 2007 in den USA auf Yep Roc Records veröffentlicht.

## Diskografie

### Alben
- 1 (aka SK1) – 2m 2003, Vector 2004
- 2 (aka SK2) – Country Gentleman 2006, Yep Roc 2007

Beide Alben sind auch auf dem Import Label (Megaphon Importservice) erschienen.

### Singles

#### CDs
- I Am Rock / Staring at the Sun / The Commuter – 2002
- Truck On / The Average Man / The Commuter (XFM) – 2002
- The Average Man / Evil Can Evil / Maybe I'm Just Cynical Man – 2003
- Drugs / If I Could Tell You the Reason Why – 2003
- Truck On / I See a Darkness – 2004
- Truck On / Love's an Enigma / 4 Synths – 2004
- Staring at the Sun – 2004
- The Ballad of Elton John / Serotonin – 2006
- Lil' King Kong – 2007

#### 45s
- I Am Rock Part 1 & 2 – 2002
- Truck On / The Average Man – 2002
- The Average Man / June (For June Carter) – 2003
- Truck On / If – 2004
- Lil' King Kong / This Is Called the City – 2007

Nur von CD-Singles abweichende Titel.